# Claudette Colvinová
Claudette Colvinová (Claudette Colvin; * 5. září 1939) je bývalá americká zdravotní sestra, která byla průkopnicí afroamerického hnutí za občanská práva. 2. března 1955, ve věku 15 let, byla zatčena v Montgomery za to, že odmítla přenechat místo v autobuse bílé ženě. To se odehrálo devět měsíců před známým incidentem Rosy Parks, který pomohl rozpoutat bojkot autobusové dopravy v Montgomery.
Colvinová byla jedním z pěti žalobců v soudním sporu 1. února 1956, v rámci kterého se rozhodovalo ve věci rasové segregace v autobusech ve městě. Vypovídala před tříčlennou soudní radou okresního soudu. 13. června 1956 soudci rozhodli, že státní a místní zákony vyžadující rasovou segregaci v autobusech v Alabamě jsou protiústavní. Stát Alabama proti tomuto rozhodnutí odvolal k Nejvyššímu soudu Spojených států amerických, který ale 17. prosince 1956 rozsudek okresního soudu potvrdil. Tři dny poté nejvyšší soud nařídil městu Montgomery a státu Alabama zrušení rasové segregace v autobusech. Bojkot autobusové dopravy v Montgomery byl poté odvolán.
Po mnoho let vůdci afroamerického hnutí za občanská práva veřejnost s tímto průkopnickým činem neobeznámili. Colvinová v té době byla svobodná dospívající dívka a nedlouho po incidentu byla údajně znásilněna, následkem čehož otěhotněla. Colvin prohlásila: „Mladí lidé si myslí, že Rosa Parks si sedla v autobuse a tím ukončila segregaci, ale tak tomu vůbec nebylo.“ Je obecně uznáváno, že čin Colvinové nebyl v dané době kvůli jejímu těhotenství ze strany bojovníků za občanská práva uznáván.